# Arrondissement Carpentras
Das Arrondissement Carpentras ist eine Verwaltungseinheit des französischen Départements Vaucluse innerhalb der Region Provence-Alpes-Côte d’Azur. Verwaltungssitz (Unterpräfektur) ist Carpentras.
Im Arrondissement liegen 78 Gemeinden, die sich auf acht Wahlkreise (Kantone) aufteilen.

## Wahlkreise
- Kanton Bollène
- Kanton Carpentras
- Kanton Monteux (mit 6 von 7 Gemeinden)
- Kanton Orange
- Kanton Pernes-les-Fontaines
- Kanton Sorgues (mit 3 von 5 Gemeinden)
- Kanton Vaison-la-Romaine
- Kanton Valréas

## Gemeinden
Die Gemeinden des Arrondissements Carpentras sind:
| 1. Althen-des-Paluds (84001)         | 2. Aubignan (84004)                    | 3. Aurel (84005)                     | 4. Beaumes-de-Venise (84012)             |
| 5. Beaumont-du-Ventoux (84015)       | 6. Bédoin (84017)                      | 7. Blauvac (84018)                   | 8. Bollène (84019)                       |
| 9. Brantes (84021)                   | 10. Buisson (84022)                    | 11. Caderousse (84027)               | 12. Cairanne (84028)                     |
| 13. Camaret-sur-Aigues (84029)       | 14. Caromb (84030)                     | 15. Carpentras (84031)               | 16. Châteauneuf-du-Pape (84037)          |
| 17. Courthézon (84039)               | 18. Crestet (84040)                    | 19. Crillon-le-Brave (84041)         | 20. Entrechaux (84044)                   |
| 21. Faucon (84045)                   | 22. Flassan (84046)                    | 23. Gigondas (84049)                 | 24. Grillon (84053)                      |
| 25. Jonquières (84056)               | 26. La Roque-Alric (84100)             | 27. La Roque-sur-Pernes (84101)      | 28. Lafare (84059)                       |
| 29. Lagarde-Paréol (84061)           | 30. Lamotte-du-Rhône (84063)           | 31. Lapalud (84064)                  | 32. Le Barroux (84008)                   |
| 33. Le Beaucet (84011)               | 34. Loriol-du-Comtat (84067)           | 35. Malaucène (84069)                | 36. Malemort-du-Comtat (84070)           |
| 37. Mazan (84072)                    | 38. Méthamis (84075)                   | 39. Modène (84077)                   | 40. Mondragon (84078)                    |
| 41. Monieux (84079)                  | 42. Monteux (84080)                    | 43. Mormoiron (84082)                | 44. Mornas (84083)                       |
| 45. Orange (84087)                   | 46. Pernes-les-Fontaines (84088)       | 47. Piolenc (84091)                  | 48. Puyméras (84094)                     |
| 49. Rasteau (84096)                  | 50. Richerenches (84097)               | 51. Roaix (84098)                    | 52. Sablet (84104)                       |
| 53. Saint-Christol (84107)           | 54. Saint-Didier (84108)               | 55. Sainte-Cécile-les-Vignes (84106) | 56. Saint-Hippolyte-le-Graveyron (84109) |
| 57. Saint-Léger-du-Ventoux (84110)   | 58. Saint-Marcellin-lès-Vaison (84111) | 59. Saint-Pierre-de-Vassols (84115)  | 60. Saint-Romain-en-Viennois (84116)     |
| 61. Saint-Roman-de-Malegarde (84117) | 62. Saint-Trinit (84120)               | 63. Sarrians (84122)                 | 64. Sault (84123)                        |
| 65. Savoillan (84125)                | 66. Séguret (84126)                    | 67. Sérignan-du-Comtat (84127)       | 68. Suzette (84130)                      |
| 69. Travaillan (84134)               | 70. Uchaux (84135)                     | 71. Vacqueyras (84136)               | 72. Vaison-la-Romaine (84137)            |
| 73. Valréas (84138)                  | 74. Venasque (84143)                   | 75. Villedieu (84146)                | 76. Villes-sur-Auzon (84148)             |
| 77. Violès (84149)                   | 78. Visan (84150)                      |                                      |                                          |

## Neuordnung der Arrondissements 2017

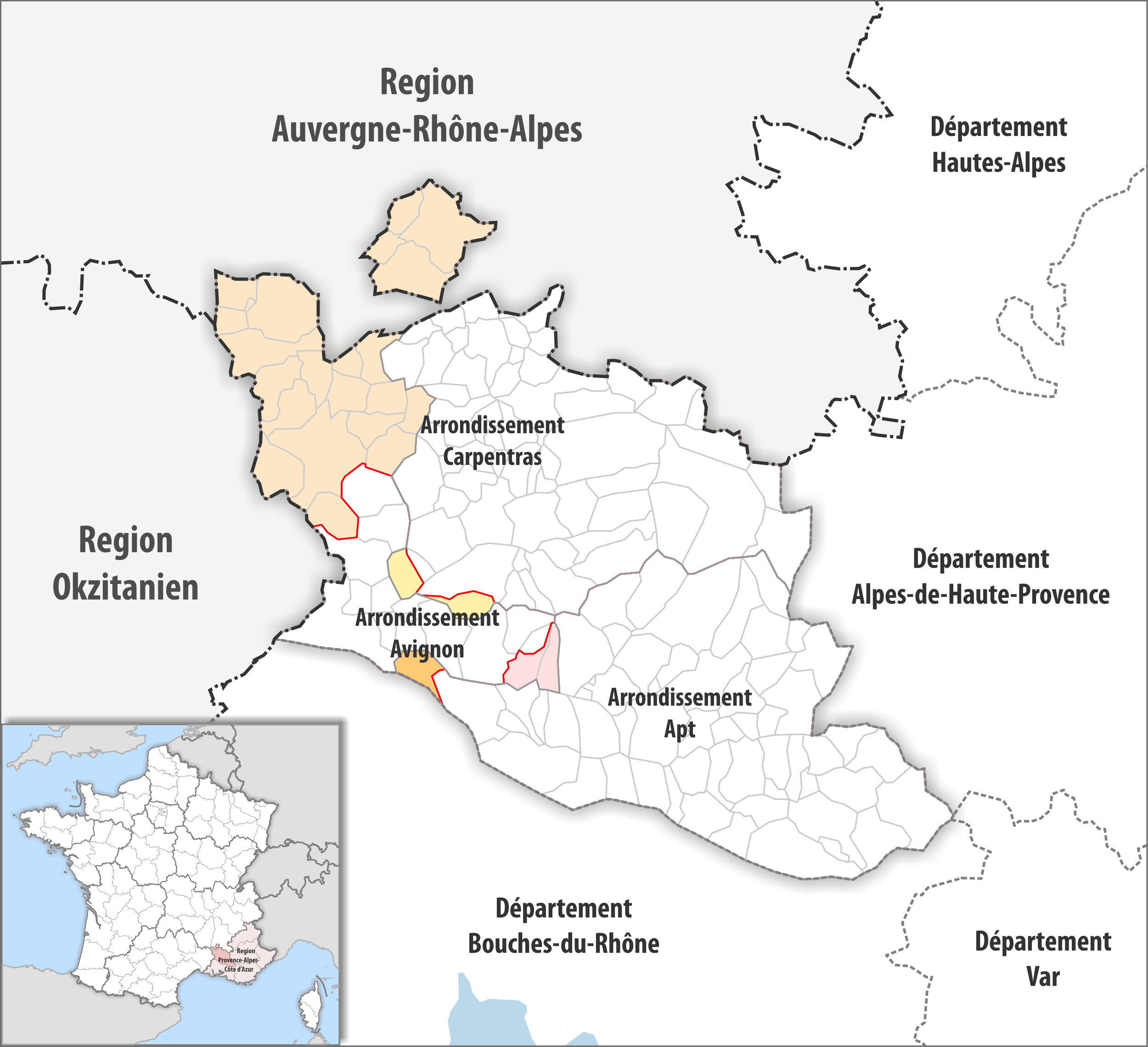
Arrondissementsanpassungen im Jahr 2017

Durch die Neuordnung der Arrondissements im Jahr 2017 wurde aus dem Arrondissement Avignon die Fläche der 21 Gemeinden Bollène, Caderousse, Camaret-sur-Aigues, Châteauneuf-du-Pape, Grillon, Jonquières, Lagarde-Paréol, Lamotte-du-Rhône, Lapalud, Mondragon, Mornas, Orange, Piolenc, Richerenches, Sainte-Cécile-les-Vignes, Sérignan-du-Comtat, Travaillan, Uchaux, Valréas, Violès und Visan dem Arrondissement Carpentras zugewiesen.
Dafür wechselte vom Arrondissement Carpentras die Fläche der zwei Gemeinden Entraigues-sur-la-Sorgue und Velleron zum Arrondissement Avignon.

## Weitere Neuordnungen
- Zum 12. Oktober 2021 wurde die Gemeinde Courthézon aus dem Arrondissement Avignon in das Arrondissement Carpentras übergeführt.[1]